# ペーター・カール・ブーシェ
ペーター・カール・ブーシェ（Peter Carl Bouché または Peter Karl Bouché、1783年7月21日 - 1856年2月27日）は、ドイツの園芸家、植物学の著作の著者である。
フランスからドイツに移住したユグノー教徒を先祖にもつ園芸家のブーシェ家の一員としてベルリンに生まれた。 兄弟とともにベルリンに栽培場をつくり、ゴムノキや日本の椿やキョウチクトウを栽培、販売した。家業のかたわら、父親の家に近い薬草園で、薬草学の講義に参加した。薬草園は後にカール・ルートヴィヒ・ヴィルデノウが園長になり、ブーシェはその親密な弟子になった。ヴィルデノウとともに北ドイツのブランデンブルク辺境伯領（現在のブランデンブルク州）で植物採集を行い、いくつかの新種植物を発見した。クント（Karl Sigismund Kunth）やシュレヒテンダール（Diederich Franz Leonhard von Schlechtendal）、シャミッソーらの同時代の植物学者と付き合い、ネギ科の植物に関する論文などで植物学者の間で評価をうけた。1827年にベルリンの王立園芸教習所（Königlichen Gärtnerlehranstalt）の庭師に任命されると植物商をやめた。所長のオットー（Christoph Friedrich Otto）のもとで、26年間働き、70歳で引退した。
シャミッソーによってクマツヅラ科の1属がブーシェ兄弟に献名されBoucheaと名付けられている。Mygalum boucheanum もブーシェに献名されている。
息子のカール・ダーフィット・ブーシェも鑑賞植物の品種改良や温室の設計で知られる。

## 著書
- Über die Kultur der Zwiebelgewächse, 1837.
- Carl Paul Bouché: Der Zimmer- und Fenstergarten, 1. Aufl. 1808; ab der 2. Aufl. 1811